# Rozmary
Rozmary (španělsky Los Caprichos) je cyklus 80 grafických listů, který v letech 1793 až 1799 vytvořil španělský malíř Francisco Goya. Cyklus je považován za jedno z jeho vrcholných děl a proslavil ho mimo hranice Španělska, jelikož jednotlivé výtisky se rychle dostaly za hranice země. Goya zvolil na tehdejší dobu neobvyklou techniku, lept doplněný akvatintou. Cyklus obsahuje pestrou škálu námětů a malířských přístupů, sjednocuje jej však satirický a dobovou společnost kritizující tón.
První vydání roku 1799 vyšlo v nákladu 270 výtisků, po dvou dnech a prodeji 27 souborů však bylo z obav před inkvizicí staženo z prodeje. Roku 1803 Goya tiskové desky a zbylé výtisky daroval králi Karlovi IV. s prosbou, aby zajistil penzi Goyovu synovi. Král přijal, čímž se desky dochovaly ve státních sbírkách a po Goyově smrti byly použity k výrobě několika dalších vydání, prvního roku 1850 a posledního dvanáctého roku 1937. Jednu sadu Rozmarů má zámek Hradec nad Moravicí; zřejmě přímo ve Španělsku ji získal Felix Maria IV. kníže Lichnovský z Voštic (1814–1848).